# Dash of Destruction
Dash of Destruction (também conhecido como Doritos Dash of Destruction) é um jogo de corrida desenvolvido pelo desenvolvedor de software independente NinjaBee e publicado pela Microsoft Game Studios, para o serviço Xbox Live Arcade do Xbox 360. Foi lançado em 17 de dezembro de 2008 gratuitamente. O conceito originou-se do gamer Mike Borland, vencedor da competição "Unlock Xbox" patrocinada pela Doritos . 
O jogo é considerado o jogo mais fácil de obter todas as conquistas e pontos de Gamerscore entre todos os títulos XBLA lançados. De acordo com Giant Bomb, as doze conquistas do jogo podem ser facilmente conquistadas em menos de 20 minutos. O jogo faz referência a isso várias vezes no diálogo com o jogador, como dizer aos jogadores para "aumentar seu Gamerscore" e "entrar em um ataque de Gamerscore".  Este jogo não está mais disponível no Xbox Live Marketplace, mas pode ser baixado novamente se tiver sido baixado anteriormente antes de ser retirado do Xbox Live Marketplace. O jogo completo também pode ser encontrado fisicamente no disco de demonstração nº 96 da Xbox Magazine.

## Jogabilidade
Em dash of destroy, existem dois modos de jogo, ambos ocorrendo nos mesmos mapas da cidade.  em um modo, os jogadores jogam como um caminhão de entrega de doritos, correndo pela cidade entregando doritos. Isso é conseguido passando por cima de sacos de doritos. No entanto, o jogador está fazendo isso enquanto um tiranossauro rex os persegue, tentando comer o caminhão.  é uma corrida para ver se o jogador consegue fazer um determinado número de entregas antes do t.  rex pode comer um certo número de caminhões. Em alguns níveis, há um caminhão adicional, chamado caminhão de entrega desonesto, que tenta roubar as entregas do jogador.
No segundo modo, o jogador assume o papel do t.  rex e deve comer um certo número de caminhões de entrega antes que os caminhões façam um certo número de entregas. Em alguns níveis, um t.rex está presente no mapa e tenta comer os caminhões antes que o jogador possa comê-los.
Um terceiro modo também é desbloqueado se o jogador completar ambos os modos de jogo acima. Este modo fará com que o jogador controle um atirador de call of duty: Modern Warfare 2, atirando garrafas de Mountain Dew no tempo previsto. Por atirar em alvos suficientes, o jogador ganha um código que pode ser resgatado no Xbox Live Marketplace por quatorze dias de experiência dupla em Call of Duty: Modern Warfare 2.
Existem diferentes modos multijogador, onde os jogadores podem assumir o papel do T.  rex, o caminhão de entrega ou ambos. O multijogador é limitado ao multijogador local.

## Referência
1. ↑  Michael McWhertor (19 de novembro de 2007). «Doritos Dash of Destruction Is Your Next XBLA Advergame». Kotaku. Consultado em 12 de janeiro de 2008

## Ligações Externas
- Doritos: Dash of Destruction no MobyGames